# 메시에 10
M10(NGC 6254)는 뱀주인자리에 있는 구상 성단이다. 1764년 5월 29일 샤를 메시에가 메시에 천체 목록에 추가하였으며 당시 '별이 없는 성운'이라고 기록하였다.
M10는 지구에서 약 14,300광년 떨어져 있으며, 겉보기 등급은 +6.4등급이다. 크기는 약 83광년으로 시직경은 20분으로 보름달의 2/3크기이다. 밝은 중심 부분의 크기는 약 35광년으로 성단 안에서 4개 이상의 별을 구별할 수 있다.

## 같이 보기
- 메시에 천체 목록